# تمبت پایین
تمبت پایین، روستایی در دهستان چهل منی بخش سرخ قلعه شهرستان قلعه‌گنج در استان کرمان ایران است.

## جمعیت
بر پایه سرشماری عمومی نفوس و مسکن در سال ۱۳۹۵، جمعیت این روستا برابر با ۲۸۴ نفر (۷۳ خانوار) بوده‌است.